# Fuck Off Get Free We Pour Light on Everything
Fuck Off Get Free We Pour Light on Everything (deutsch etwa: Verpiss dich, befrei dich, wir tauchen alles in Licht) ist das siebte Studioalbum der kanadischen Post-Rock-Gruppe Thee Silver Mt. Zion Memorial Orchestra. Es erschien am 21. Januar 2014 bei Constellation Records.

## Titelliste
1. Fuck Off Get Free (For the Island of Montreal) – 10:22
2. Austerity Blues – 14:17
3. Take Away These Early Grave Blues – 6:47
4. Little Ones Run – 2:29
5. What We Loved Was Not Enough – 11:22
6. Rains Thru the Roof at Thee Grande Ballroom (For Capital Steez) – 3:57

## Rezeption
Das Album erhielt größtenteils gute Kritiken.  So schrieb etwa Allmusic, die Band klinge „vitaler und musikalischer als je zuvor“ und vergab 4,5 von 5 Sternen. Dagegen bewertete Andy Gill das Album im Independent mit nur 3 von 5 Sternen. Es sei „zugleich auf hypnotische Weise ansprechend und kakophon abstoßend.“